# Персийски гущер
Персийските гущери (Eremias persica) са вид влечуги от семейство Гущерови (Lacertidae).
Разпространени са в източен Иран и съседните части на Пакистан, Афганистан и Туркменистан.
Таксонът е описан за пръв път от британския естественик Уилям Томас Бланфорд през 1875 година.